# Placella fraseriana
Placella fraseriana är en svampart som beskrevs av Syd. 1938. Placella fraseriana ingår i släktet Placella, divisionen sporsäcksvampar och riket svampar.   Inga underarter finns listade i Catalogue of Life.